# Frauenträume
Frauenträume (Originaltitel: Kvinnodröm) ist ein in Schwarzweiß gedrehtes schwedisches Filmdrama von Ingmar Bergman aus dem Jahr 1955.

## Handlung
Modefotografin Susanne und ihr Modell Doris fahren zu einem Aufnahmetermin nach Göteborg. Die flatterhafte Doris hat sich grade im Übermut von ihrem Verlobten Palle getrennt hat, Susanne hängt der Affäre mit dem verheirateten Geschäftsmann Henrik nach, zu dem sie seit Monaten keinen Kontakt mehr hat. In Göteborg angekommen, beobachtet Susanne Henriks Haus aus vermeintlich sicherer Entfernung, wird aber von seiner Frau entdeckt. Derweil wird Doris vor einem Geschäft von dem älteren Konsul Sönderby angesprochen und erliegt seinen Bitten, ihr teure Kleidung und Schmuck kaufen zu dürfen. Über die Einkäufe vergisst sie ihren Fototermin, wofür Susanne ihr heftige Vorwürfe macht. 
Doris verbringt einen ausgelassenen Nachmittag mit Sönderby, der aber abrupt umschlägt, als seine Tochter Marianne bei ihm auftaucht, um Geld einzufordern. Vater und Tochter bezichtigen sich gegenseitig der Gefühllosigkeit und Geldgier, und Marianne demütigt Doris. Doris verlässt das Haus, ihre Geschenke zurücklassend, Sönderby versinkt in Gedanken. Susanne hat währenddessen Henrik überreden können, sie in ihrem Hotelzimmer aufzusuchen. Nach seiner anfänglichen Weigerung, die Affäre wieder aufleben zu lassen, schlafen sie miteinander. Sie gesteht ihm, dass sie sich nach ihm verzehrt, und sie verabreden ein Wiedersehen während seiner Geschäftsreise nach Oslo. Henriks Frau hat zwischenzeitlich den Aufenthaltsort ihres Mannes herausgefunden; im Hotelzimmer konfrontiert sie Susanne mit der Tatsache, dass sie Henrik nie besitzen wird, da er bei Susanne immer nur das Abenteuer, aber bei seiner Frau Ruhe und Verlässlichkeit finden wird. Henrik widerspricht ihr nicht, und Susanne lässt ihn gleichermaßen enttäuscht und verzweifelt mit seiner Frau fortgehen.
Susanne und Doris fahren zurück nach Stockholm. Doris söhnt sich mit Palle aus, Susanne erhält einen Brief von Henrik, in dem er sie bittet, sich trotz ihres Abschieds mit ihm in Oslo zu treffen. Susanne zerreißt den Brief, ihre Aufgewühltheit überspielend.

## Hintergrund

### Produktion und Filmstart
Frauenträume entstand zwischen Juni und August 1954 in den Ateliers der Produktionsgesellschaft Sandrew, Stockholm, und in Göteborg. Im Februar 1955 wurden zusätzliche Szenen gedreht. Am 22. August 1955 startete der Film in den schwedischen Kinos.
Frauenträume lief in der BRD nicht in den Kinos, sondern wurde am 19. August 1963 erstmals im deutschen Fernsehen von der ARD ausgestrahlt. Im ostdeutschen DFF lief der Film erstmals am 19. September 1970.

### Position in Bergmans Werk
Frauenträume war der dritte Film in einer Reihe von Komödien mit Eva Dahlbeck und Gunnar Björnstrand als Hauptdarstellern, angefangen mit der „Fahrstuhlepisode“ aus Sehnsucht der Frauen (1952) und Lektion in Liebe (1954). Jedoch stellte Bergman hier Björnstrand nicht an die Seite von Dahlbeck, sondern von Harriet Andersson, und wählte stattdessen Ulf Palme als Partner Dahlbecks. Der Film, als „Entschädigung“ an das Produktionsstudio Sandrew für den finanziell erfolglosen Abend der Gaukler (1953) geplant, scheiterte aber ebenfalls an der Kinokasse, und Bergman kehrte mit Das Lächeln einer Sommernacht (1955), dem letzten Film in der Komödienreihe, zu seinem regulären Produzenten Svensk Filmindustri zurück.
Obwohl als Komödie intendiert, fällt Frauenträume über weite Strecken eher dramatisch aus, insbesondere in der Episode Susanne/Henrik, aber auch im Finale der Episode Doris/Sönderby. Bergman dazu: „Harriet und ich [hatten] unsere Beziehung beendet. Wir waren beide ziemlich traurig. Diese Traurigkeit beschwert den Film. Zwar gibt es hier eine interessante Verbindung zwischen zwei Geschichten, die ineinanderführen. Aber Frauentraum [sic] ist von Depressionen schwer belastet und hebt nie vom Boden ab.“

## Kritik
„‚Frauenträume‘ ist große, aber gleichgültige Unterhaltung. Er ist im Grunde mit Schablonen gefüllt, obwohl jede Figur Besonderheiten entwickelt, um das anspruchsvolle Publikum glauben zu lassen, dass es etwas Außergewöhnliches sieht.“

„‚Frauenträume‘ enthält Poesie in vielerlei Form: überspannt, drastisch, komisch, präzise wahr und sogar alltäglich – aber er ist Filmpoesie. Und doch ist ‚Frauenträume‘ nur äußerlich ein ‚nahtloser‘ Film. Unter der Oberfläche gleicht er einer Achterbahnfahrt, wie sie in einer der Episoden gezeigt wird. […] Der Autor Bergman hat Mühe, mit dem virtuosen Filmemacher Schritt zu halten.“

„Einer jener Bergman-Filme, deren Thema die innere Emanzipation der Frau ist. Doch behandelt der Regisseur seinen Konflikt diesmal unentschlossen.“